# Тахмина Кохистани
Тахмина Кохистани (Каписа, 18. јун 1989) је авганистанска, атлетичарка, које се такмичила у спринтерским дисциплинама.
Године 2008. учествала је на првом свом великом међународном такмичењу Светском јуниорском првенству У-20 у Бидгошћу. Трчала је на 100 м поставила нови лични рекорд са 15,00 штп јој није много помогла код коначног пласмана, јер је заузела последње место. На Светском првенству у дворани 2012. у Истанбулу, такође је оборила лични рекорд 9,32 на 60 метара. У тој дисциплини и данас (2017) држи национални рекорд 9,19.
Учествовала је и на Олимпијским играма 2012.. Оборила лични рекорд на 100 метара, (14,42) а пласман је опет био лош.
Тахмина Кохистани је студирала на Универзитету за спорт у Кабулу, а сада покушава да се у Авганистану успостави Спортска академија за жене.